# Žerotín (Lounyi járás)
Žerotín település Csehországban, Lounyi járásban. Žerotín Vinařice, Úherce, Panenský Týnec, Hříškov, Kozojedy, Milý, Zichovec, Hořešovičky és Bílichov településekkel határos. Lakosainak száma 223 fő (2024. január 1.).

## Népesség
A település lakosságának változását az alábbi diagram mutatja:
| Lakosok száma | 406  | 480  | 442  | 270  | 204  | 198  | 201  | 204  | 205  | 223  |
|               | 1869 | 1900 | 1921 | 1961 | 1980 | 2011 | 2016 | 2019 | 2021 | 2024 |